# Fratelli di guerra
I Fratelli di guerra (Warbound) sono un gruppo di personaggi immaginari dei fumetti pubblicati negli Stati Uniti d'America dalla Marvel Comics e creato da Greg Pak (testi) e Carlo Pagulayan (disegni). Sono un gruppo di alieni guerrieri di razze diverse del pianeta Sakaar, alleati di Hulk. La loro prima apparizione è in Incredible Hulk (vol. 3) n. 94 (2006).

## Storia

### Planet Hulk
I Fratelli di guerra hanno origine sul pianeta Sakaar. Sono dei gladiatori, costretti a esserlo da dei dispositivi mortali detti "dischi di obbedienza". Alcuni di essi, tra cui Hulk, nel tentativo di sfuggire alla morte nei combattimenti a cui partecipavano si uniscono in gruppo, formato originalmente da Hulk, Korg, Miek, Elloe Kaifi, Senza Nome e Lavin Skee. Dopo aver superato alcune prove, vengono raggiunti dagli oppositori del tirannico Re Rosso, che speravano di trovare degli alleati in loro. Hulk e gli altri rifiutano, ad eccezione di Elloe. Si susseguono diversi eventi, Lavin Skee viene ucciso e, come ultima prova per guadagnarsi la libertà, i Fratelli di guerra devono affrontare Silver Surfer, piegato anch'egli alla mercé del Re Rosso da un disco d'obbedienza.
Hulk riesce a liberare Silver Surfer dal disco dopo averlo sconfitto in una furiosa battaglia, ma il Re Rosso, che non vuole concedergli la libertà, dichiara che avrebbe lasciato andare il gruppo a condizione che accettassero di uccidere dei ribelli prigionieri, tra cui Elloe. Silver Surfer interviene in modo decisivo distruggendo gli altri dischi presenti nell'arena e si sposta nelle pianure del pianeta, insieme con i cittadini ribelli e i gladiatori, che nel frattempo hanno devastato l'arena per fuggire. Silver Surfer lascia Sakaar per tornare nello spazio, mentre i Fratelli di guerra si spostano verso le steppe dove trovano una cittadella, seguiti dalle armate imperiali comandate dalla guardia personale dell'imperatore, guidata da Caiera. In questa città dell'impero, Miek prova a vendicarsi dei cittadini rossi, perché avevano sottomesso il suo popolo e ucciso suo padre, considerandolo un principe rinnegato. Hulk si trova a combattere non solo le guardie imperiali ma anche Miek trasformato; sebbene nella sua nuova forma sia diventato più forte Hulk lo sconfigge facilmente e l'insettoide deve adeguarsi agli ordini dell'amico.
Il gruppo di esiliati si divide quando Hulk, incitato da Miek, decide di affrontare le armate imperiali mentre Korg decide di proseguire assieme a Hiroim per raggiungere gli Anziani ombra. Dopo un duro scontro con Caiera, il Re Rosso decide di sguinzagliare gli Spike, creature che assorbono qualsiasi cosa. Allora Caiera e Hulk decidono di allearsi per portare i civili in salvo. Barricatisi dentro una cittadella resistono finché l'imperatore ordina di bombardare, per uccidere sia gli Spike che Hulk. Caiera, che aveva tenuto un bambino in braccio mentre le bombe cadevano, vedendo la spietatezza del suo sovrano, che uccide tutti i suoi sudditi nella cittadina, decide di allearsi ai ribelli e portarli dagli Anziani ombra, credendo che Hulk sia il salvatore di Sakaar.
Hulk viene sottoposto dagli Anziani ad alcune prove, che consentono loro di vedere se c'era del rancore per i suoi alleati di Sakaar e della Terra. In seguito Hulk nel tempio del popolo dell'ombra riesce ad allearsi con gli Spike per sconfiggere il Re Rosso. Tornati nella città imperiale Hulk affronta l'imperatore che però, dopo essere stato battuto, riesce ad attivare un congegno che serviva per mantenere unite le placche del pianeta, con l'intento di annientare tutto e tutti. Ma Hulk riesce a salvare tutti riunendo le placche, perciò viene eletto re e decide di sposare la sua guardia del corpo Caiera. Nonostante i vari scontri razziali e tra classi sociali Hulk riesce a portare la pace fra tutti, dimostrando di essere un vero sovrano.
Tutto sembra andare bene finché la navicella che aveva portato Hulk su Sakaar esplode distruggendo gran parte del pianeta e uccidendo molti dei suoi abitanti, tra cui Caiera e il presunto figlio mai nato di Hulk. Ora i Fratelli di guerra si apprestano a fare giustizia sulla Terra, che raggiungono con l'astronave degli Anziani ombra, catturando coloro i quali ritengono responsabili dell'esplosione della navicella: Iron Man, Freccia Nera, Mister Fantastic e il Dottor Strange, cioè i membri della coalizione degli Illuminati.

### World War Hulk
Hulk e i Fratelli di guerra arrivano sulla Terra dove lanciano un ultimatum agli Illuminati, nel quale intimano a Tony Stark, Dottor Strange e Reed Richards di arrendersi ad Hulk che mostra a tutti il corpo svenuto di Freccia Nera, sconfitto dallo stesso Hulk in un precedente combattimento, arrivato sulla Terra Hulk, dopo aver sconfitto Iron Man, si appresta a combattere contro gli Avengers.
La schiacciante superiorità numerica di qui disponevano gli Avengers viene a mancare dopo l'arrivo dei Fratelli di guerra, che cominciano a combattere a fianco di Hulk contro i supereroi che ben presto vengono sconfitti, anche i Fantastici Quattro, aiutati da Pantera Nera e da Tempesta cadono sotto i colpi di Hulk e dei Fratelli di guerra; Hulk ed i suoi alleati continuano a combattere fino a quando non vengono sorpresi dalla arrivo del generale
Thunderbolt Ross, nemico di lunga data di Hulk, che, con i suoi soldati attacca il Golia verde, Hulk, inizialmente, abbatte gli elicotteri dei soldati con facilità ma viene sorpreso da un attacco mentale da parte del Dottor Strange che, spostando la mente di Hulk sul piano astrale, tenta di calmarlo e di farlo ragionare, quest'ultimo, però, sorprende il Dottor Strange e lo ferisce alle mani.
Nel mentre il corpo di Hulk è esposto al fuoco dei militari che tuttavia si infrange contro gli scudi alzati dei Fratelli di guerra, dopo che Hulk ha riacquistato il controllo del proprio corpo il Re Verde non fa fatica a sconfiggere facilmente i militari.
Poco dopo, due dei membri dei Fratelli di guerra (Hiroim e Elloe Kaifi) scoprono l'abitazione di Strange e sono sul punto di fare irruzione quando vengono sorpresi da Ronin, Pugno d'acciaio e da Echo, che ingaggiano con loro una rapida battaglia, prima di venire sconfitti, i due tuttavia, vengono attaccati da Strange, che nel mentre ha bevuto l'anima di un demone extradimensionale di nome Zom, moltiplicando così i suoi poteri; Strange riduce in pezzi il braccio sinistro di Hiroim, prima di venire sconfitto da Hulk.
Quando, dopo aver obbligato a combattere tra di loro i quattro illuminati che lo avevano spedito nello spazio, Hulk si appresta ad andarsene, Sentry decide di attaccarlo, dando vita ad uno scontro che distruggerà gran parte di New York, i Fratelli di guerra si adoperano per salvare i civili, tuttavia, quando, alla fine dello scontro Hulk ritorna ad essere Bruce Banner, Miek, in uno scatto d'ira trafigge il petto di Rick Jones, ciò fa scaturire la rabbia di Hulk, che, nonostante i tentativi dei Fratelli di guerra di fermarlo, lo riduce in fin di vita, allora Miek rivela di aver saputo della bomba piazzata sulla navetta di Hulk e di aver assistito senza far niente perché la bomba, distruggendo Sakaar, facesse riaffiorare la rabbia dello Sfregio Verde.
Hulk, sopraffatto dalle emozioni lascia che Tony Stark lo ritrasformi in Bruce Banner; dopo la sconfitta di Hulk, i Fratelli di guerra, vengono arrestati e presi in custodia dallo S.H.I.E.L.D..

## Altri media

### Animazione
I Fratelli di guerra compaiono in Planet Hulk.

### Televisione
I Fratelli di guerra compaiono in Hulk e gli agenti S.M.A.S.H..

### Videogiochi
I Fratelli di guerra compaiono in Marvel Future Revolution.